# Jülich
Jülich grad se nalazi u Sjevernoj Rajni-Vestfaliji u Njemačkoj. Pripada u Okrugu Dürena. U samom gradu je, prema procjeni iz 2011. godine, živjelo 32.968 stanovnika. 

## Gradske četvrti
| Četvrt          | Stanovništvo (2011.) |
| --------------- | -------------------- |
| Altenburg       | 215                  |
| Barmen          | 1310                 |
| Bourheim        | 802                  |
| Broich          | 1117                 |
| Daubenrath      | 326                  |
| Güsten          | 1094                 |
| Kirchberg       | 1683                 |
| Koslar          | 2994                 |
| Lich-Steinstraß | 1230                 |
| Mersch          | 801                  |
| Merzenhausen    | 382                  |
| Pattern         | 456                  |
| Selgersdorf     | 813                  |
| Stadt (Grad)    | 16658                |
| Stetternich     | 1741                 |
| Welldorf        | 1346                 |

## Gradovi prijatelji
Haubourdin (Francuska), od 1964.